# Dhankuta

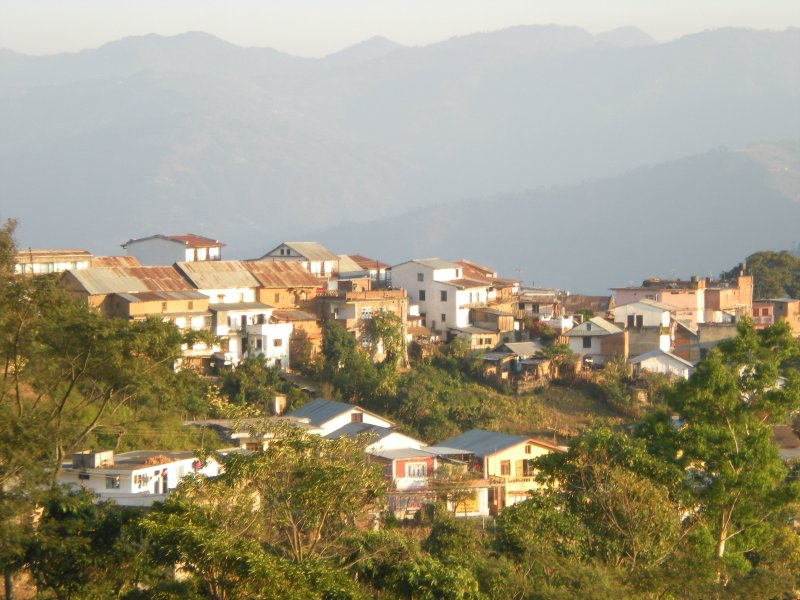
Uma vista do Bazar Dhankuta do lado norte.

Dhankuta é uma cidade do Nepal.